# Валгризенке
Валгризенке (итал. Valgrisenche) је насеље у Италији у округу Долина Аосте, региону Долина Аосте.
Према процени из 2011. у насељу је живело 49 становника. Насеље се налази на надморској висини од 1662 м.

## Становништво
| 1931. | 1936. | 1951. | 1961. | 1971. | 1981. | 1991. | 2001. | 2011. |
| ----- | ----- | ----- | ----- | ----- | ----- | ----- | ----- | ----- |
| 500   | 487   | 465   | 427   | 284   | 204   | 190   | 192   | 198   |